# La Sèrra (Alta Garona)
La Sèrra (francès Lasserre) és un municipi del departament francès de l'Alta Garona, a la regió d'Occitània.